# Trsteno (Tuhelj)
 Trsteno  falu Horvátországban Krapina-Zagorje megyében. Közigazgatásilag Tuheljhez tartozik.

## Fekvése
Zágrábtól 37 km-re északnyugatra, községközpontjától  2 km-re északkeletre a Horvát Zagorje északnyugati részén fekszik.

## Története
A településnek 1857-ben 212, 1910-ben 264 lakosa volt. Trianonig Varasd vármegye Klanjeci járásához tartozott. A településnek 2001-ben 152 lakosa volt.

## Külső hivatkozások
- Tuhelj község hivatalos oldala